# Río Torrens
El río Torrens (del inglés: Torrens River) es un río de  Australia que corre de este a oeste a través de la ciudad de Adelaida. En el sector céntrico de la ciudad, el río ha sido transformado en un pequeño embalse, en el cual pueden navegar pequeñas embarcaciones.
El curso a través de la ciudad del Torrens está rodeado de bien cuidados parques, antiguos edificios, como los del Universidad de Adelaida o de Australia Meridional, y modernos edificios como el centro de convenciones y el Festival Centre.
- Datos: Q251224
- Multimedia: River Torrens / Q251224